# 李溥 (成化進士)
李溥（1450年—？年），字宗大，直隸真定府定州人，民籍，明朝政治人物。

## 生平
治《詩經》，年三十八歲中式成化二十三年丁未科第三甲第七十二名進士。

## 家族
曾祖李進忠；祖父李榮；父李琰，州吏同。母邊氏；繼母曹氏。妻馬氏，兄源；滸（知縣）；澍。